# Provincia de Gorontalo
Gorontalo (indonesio: Gorontalo) es una de las provincias de la isla de Célebes, perteneciente a la República de Indonesia. Su ciudad capital es la ciudad de Gorontalo.

## Geografía
La provincia de Gorontalo ocupa la parte central de la península de Minahasa, el brazo de tierra que conforma la parte más septentrional de la isla. Tiene una forma alargada que se extiende casi horizontalmente de este a oeste, y cubre un área de 12.215,44 km². La costa norte de la provincia bordea el mar de Celebes y su costa sur da al golfo de Tomini. Hasta el año 2000, la provincia de Gorontalo era parte de la provincia de Celebes del Norte, la provincia que se encuentra en su flanco oriental. Hacia el oeste, la provincia de Gorontalo linda con la provincia de Celebes Central.
La altitud de la provincia alcanza los 2400 m sobre el nivel del mar y tiene 590 km de costa. El área marítima de la provincia supera los 50.500 km², incluyendo su zona económica exclusiva que linda con las Islas Filipinas al norte. Existen bastantes islotes frente a las costas norte y sur de la provincia, de las que 67 han sido identificadas y nombradas.
Del año 2000 al censo del año 2010, la población de la provincia de Gorontalo pasó de 840.000 a 1.038.590 habitantes, de los que la mitad viven en el kabupaten de Gorontalo y en la capital, Gorontalo.